# Titanic : Odyssée 2012
Pour les articles homonymes, voir Titanic (homonymie).
Pour plus de détails, voir Fiche technique et Distribution.
Titanic : Odyssée 2012 (Titanic II)  est un téléfilm américain produit et réalisé par Shane Van Dyke, sorti en 2010 aux États-Unis à l'occasion des cent ans du naufrage du Titanic.
Malgré son titre original pouvant volontairement prêter à confusion, « Titanic II » n'a aucun lien avec le film Titanic de James Cameron sorti en 1997.

## Résumé
En avril 2012, cent ans après le naufrage du RMS Titanic, un nouveau paquebot de croisière de luxe nommé SS Titanic II est baptisé. Le navire se lance dans son voyage transatlantique inaugural, par la même route que celle empruntée par le Titanic en 1912 mais en sens inverse, c'est-à-dire des États-Unis vers le Royaume-Uni.
Au cours de la traversée de l'océan Atlantique, le réchauffement climatique cause la fonte du glacier Helheim au Groenland, créant un tsunami qui envoie un iceberg s'écraser sur le Titanic II. Le côté tribord du navire est broyé et une énorme pression s'exerce sur les turbines du navire. Tandis que les passagers luttent contre la montée des eaux et tentent de mettre à la mer les embarcations de sauvetage, les turbines explosent, provoquant un immense incendie et le début du naufrage du bateau.
Un second tsunami provoqué par un nouvel effondrement du glacier Helheim retourne le navire, causant la noyade de la plupart des personnes restées à bord, et tuant les passagers dans les canots de sauvetage.
Les deux principaux protagonistes, l'armateur Hayden Walsh et l'infirmière Amy Maine, survivent en restant à bord du navire au lieu de rejoindre les embarcations de sauvetage comme l'a ordonné le père d'Amy, capitaine de la Garde côtière américaine. Ils rejoignent les installations de plongée sous-marine du bateau mais n'y trouvent qu'une seule bouteille d'air, que Hayden donne à Amy. Le capitaine du Maine les sauve tous les deux, mais Hayden meurt, faisant d'Amy l'un des seuls survivants de la catastrophe avec les quelques passagers qui ont pu prendre place à bord de l'hélicoptère de Hayden.

## Fiche technique
- Titre original : Titanic II
- Titre français : Titanic : Odyssée 2012
- Réalisation : Shane Van Dyke
- Scénario : Shane Van Dyke
- Production : David Michael Latt
- Société de distribution : The Asylum
- Format : Couleurs (DeLuxe) - 1,78:1 - Red One Camera
- Durée : 90 minutes
- Langue : anglais
- Dates de première diffusion : 
  -  États-Unis : 24 août 2010
  -  Belgique : 11 septembre 2010
- Genre : Catastrophe, Horreur
- Interdit aux moins de 12 ans

## Distribution
- Shane Van Dyke : Hayden Walsh
- Marie Westbrook : Amy Maine
- Bruce Davison : James Maine
- Brooke Burns : Kim Patterson
- Michelle Glavan : Kelly Wade
- Carey Van Dyke : Elmer Coolidge
- D.C. Douglas : Capitaine Will Howard
- Dylan Vox : Dwayne Stevens
- Wittly Jourdan : Elijia Stacks
- Myles Cranford : Amiral Wes Hadley
- Josh Roman : Elliot Snipes
- Cameron Gordon : Eric
- Michael Gaglio : Ingénieur en chef Daniels
- Kendra Sue Waldman : Madeline Kay
- Matt Lagan : Commandant Grey
- Gerald Webb : XO
- Amin Hotep : Kevin Lilac
- Heather Nemeth : Doublure de Kim
- Sarah Belger : Casey
- Paul Jacques : Helmsman
- Wes Van Dyke : Surfeur
- Sarah Kathryn Harrison, Erica Duke et Shannon Murray : Entourage
- Lauren McClain et Randy Carter : Membres de l'équipage
- John Napoleon : Sam Cambridge
- David Dustin Kenyon : T.J.

## Production

### Lieux de tournage
Le film a été tourné à Long Beach, en Californie. Une partie du film a été tournée sur le Queen Mary.